# Одеський академічний театр музичної комедії імені М. Водяного
Одеський академічний театр музичної комедії ім. М. Водяного — академічний театр музичної комедії (оперета) в місті Одесі.
Директор театру — заслужений працівник культури України Олена Редько, головний диригент — заслужений діяч мистецтв України — Вадим Перевозніков, головний балетмейстер — лауреат Міжнародного конкурсу артистів оперети Віталій Кузнецов, головний хормейстер — лауреат міжнародних хорових конкурсів Сергій Савенко, головний художник — заслужений художник України Станіслав Зайцев.

## Історія театру
У 1946 році у Львові рішенням Львівської обласної Ради народних депутатів на базі «Театру мініатюр» створили новий «Львівський державний театр музичної комедії».
Свій перший сезон театр відкрив 25 березня 1947 року оперетою М. Богословського «Одинадцять невідомих». І перші сім років дарував радість  львівським глядачам виставами класичного репертуару і музичними комедіями сучасних композиторів.
У повоєнні роки театральне життя колективу складалася не тільки з репетицій і творчого натхнення, а ще з самовідданої праці всіх, хто на той момент працював у театрі. Всі разом носили вугілля, щоб опалити приміщення для репетицій, готували костюми із залишків бинтів і марлі, а в проміжках між виходами на сцену допомагали монтувальникам. Тоді і склалося «ядро» театру, не тільки в творчому сенсі, а й у людському. Театр багато гастролював, двічі був в Одесі, де відразу полюбився одеським глядачам. Тому, коли згідно з наказом Головного управління у справах мистецтв Міністерства культури УРСР від 25 грудня 1953 року Львівський театр музичної комедії був переведений до Одеси на постійне місце роботи і отримав назву «Одеський державний театр музичної комедії», колектив з радістю переїхав до Одеси в повному складі (90 осіб). Тут творчий потенціал трупи зміг розвернутися в повну силу.
23 січня 1954 року новий театр відкрився виставою І. Дунаєвського «Вільний вітер». Успіх театру і артистів створювався талановитими режисерами: Ізакіном Гріншпуном, Матвієм Ошеровським, Юлієм Гріншпуном, Едуардом Митницьким, Віктором Стрижовим, Семеном Штейном та ін. Безліч незабутніх вистав і образів було створено на цій сцені. А вистави про Одесу та одеситів стали візитними картками театру («Біла акація», «На світанку», «Біля рідного причалу», «Старі будинки» та ін.)
На цій сцені блищали Михайло Водяний, Юрій Динов, Маргарита Дьоміна, Євгенія Дембська, Всеволод Применко, Людмила Сатосова, Семен Крупник, Віктор Алоїн, Юрій Осипов.
З липня 1977 року Одеський державний театр музичної комедії мав назву Одеський обласний театр музичної комедії.
Михайло Водяний — одна з легенд нашого міста, символ Одеси. Понад 40 років присвятив Михайло Водяний служінню в Одеському театрі музичної комедії, створив більш ніж 100 ролей за ці роки. Талановитий майстер створив галерею яскравих сценічних образів, завоював широку популярність і любов глядачів. Його по праву називали «королем оперети». Він перший артист у жанрі, який отримав звання «Народний артист СРСР». З 1995 року театр музичної комедії з честю носить ім'я великого майстра — Михайла Водяного. До 95-річчя від дня народження актора на Алеї зірок в Одесі засяяла зірка Михайла Водяного.
Одеса любить і вміє зберігати пам'ять про тих, хто своїм щирим служінням і відданістю улюбленій справі створили славу рідному місту. Так, багато років з честю виконувала свої обов'язки Почесний громадянин Одеси, народна артистка України, улюблениця одеситів, найстаріша актриса театру Євгенія Дембська. В пам'ять про легендарних артистів театру Людмилу Сатосову та Семена Крупника на фасадах одеських будинків встановлені меморіальні дошки.  Все це свідчить про те, якою любов'ю і повагою користуються артисти театру.
У 1981 році театр змінив маленьку сцену на нову, у спеціально побудованій для нього будівлі (архітектор — Г. Топуз). І зараз Музкомедія є одним з найбільш технічно-обладнаних і великих сценічних майданчиків Одеси, який, до речі, оснащений під'їздами, що дозволяє приймати в театрі глядачів з обмеженими можливостями.
У 2006 році театр музичної комедії імені Михайла Водяного отримав статус «академічного».

## Будівля театру
Сучасну будівлю театру на 1300 місць побудовано 1981 року. На площі поруч із театром встановлений фонтан, спеціально виготовлені світильники, а також скульптурні композиції. Автори проекту — архітектор Генріх Топуз та інженер А. Любовський. У проєктуванні інтер'єру театру також брав участь архітектор В. Красенко.

## Трупа
До творчого колективу театру належать: художньо-керівничий персонал, солісти, балетна трупа, хор і оркестр. В артистичному складі — 136 осіб, які мають повну або базову вищу освіту відповідного напряму (магістр, спеціаліст, бакалавр).

### Артисти
В акторському складі працюють 37 солістів — вокалістів, з них 5 — провідні майстри сцени, яким присвоєно почесне звання «Народний артист України» та які одержали державні нагороди та почесні відзнаки міського і обласного рівня:
- Фролов В. Д. — нагороджений Орденом «За заслуги» III ступеню (2008), Почесною грамотою Міністерства культури України (2017); лауреат премії ім. М. Крушельницького (2017), почесні відзнаки міського і обласного рівня.

- Фролова В. М. — нагороджена Почесною грамотою Міністерства культури України (2017), почесні відзнаки міського і обласного рівня.

- Оганезова О. В. — нагороджена Орденом княгині Ольги III ступеню (2014), Грамотою Верховної Ради України (2012); лауреат Міжнародного вокального конкурсу; доктор педагогічних наук, професор, проректор з навчальної та науково-педагогічної роботи ОНМА ім. А. В. Нежданової; почесні відзнаки міського і обласного рівня

- Завгородня Н. І. — нагороджена Почесними нагородами міського і обласного рівня.

Провідні майстри сцени, що мають почесне звання «Заслужений артист України», нагороди міського і обласного рівня, виконавці головних ролей у класичному і сучасному репертуарі театру: Іванова І. В., Тищенко Т. П., Ковалевський С. А., Невгамонний Ю. М., Ахметова А. А., Подольна В. В., Ковальська І. В., Семенова А. В., Криницький Т. С., Кондратєв В. О, Мільков С. В., Ткачук Н. Ю. (неодноразово як запрошена оперна співачка, брала участь у Міжнародних театральних проектах у Чехії, Австрії, Німеччині, Швейцарії, Франції, Данії).
Поруч із провідними майстрами сцени працюють молоді артисти, які творитимуть майбутнє театру. Лауреати I Премій та Премій Гран-Прі міжнародних конкурсів та фестивалів. Солісти-вокалісти: Токарчук Володимир, Візіренко І. П., Гусак І. С., Кабаков О. О., Кущенко Н. В., Бех Л. А., Мись К. І., Перекальчук О. П., Селедцов Я. В., Фалюта Д. О., Ігнатовська Ю.
Артисти балету: Глушакова І. В., Волошіна Л. А., Волошін О. С., Андрієвська П. О.
Артисти хору: Дашкевич Х. А., Козченко М. С.
Артисти оркестру: Макарова Ю. Б., Глушенко І. К., Глушенко В. К.

### Диригенти
- Вадим Перевозніков — головний диригент театру, заслужений діяч мистецтв України, випускник Московської державної консерваторії ім. П. І. Чайковського (хорове диригування, 1979) та Київської державної консерваторії ім. П. Чайковського (оперно-симфонічне диригування, 1983). У театрі з 2010 року. Як диригент і музичний керівник здійснив більш як 20 вистав у театрі (оперети, мюзикли, концертні програми, рок-опери). За роки своєї диригентської діяльності здійснив понад 60 постановок музичних вистав з багатьма творчими колективами як в Україні, так і за кордоном.

- Юрій Літовко — диригент, випускник військово-диригентського факультету при Московській державній консерваторії ім. П. Чайковського (1993) та Одеської державної консерваторії ім. А. Нежданової (1999).

## Репертуар і діяльність
Театр завжди був творчим новатором у жанрі і зараз проводить сміливу різножанрову репертуарну політику. У репертуарі — класичні оперети: «Кажан», «Сільва», «Біла акація», «Польська кров», «Маріца», «Принцеса цирку»; мюзикли: «Скрипаль на даху», «Ханум», «Кентервільський привид», «У джазі тільки дівчата», «Звичайне диво», «Ніч перед Різдвом», «За двома зайцями», «Таємниця Макропулоса», «Брехуха», «Червоні вітрила», рок-опери: «Ромео і Джульєтта» і «Мойсей», вистави для дітей: «Бременські музики», «Чиполліно», «Вождь червоношкірих», «Попелюшка» та ін.
Ці та інші вистави неодноразово були високо оцінені критикою, глядачами і визнані «Кращими прем'єрами» останніх театральних сезонів.
У 2016 році театр здійснив постановку рок-опери «Мойсей» с подальшими гастролями по Ізраїлю. Вистава з великим успіхом пройшла в 3 містах: Тель-Авіві, Хайфі і Ашдоді. «Барвистість костюмів і декорацій, гра провідних артистів театру, яскрава музика, що виконується симфонічним оркестром і рок-групою, допомогли глядачам зануритися в атмосферу подій, які лягли в основу відносин між релігіями та культурами» — так писала ізраїльська преса, висвітлюючи гастролі театру.
У 2019 році на сцені театру з'явилась оперета Оскара Недбала «Польська кров» в постановці чеського режисера і художнього керівника Пльзенського театру імені Й. К. Тила Мартіна Оттави, яка стала результатом великої творчої колаборації між Одеським академічним театром музичної комедії імені М. Водяного і Пльзеньським (Чехія) театром імені Й. К. Тила. У вересні — жовтні того ж року відбулися двосторонні гастролі в рамках проекту «Міст дружби». Ця спільна робота з чеськими колегами мала міжнародне визнання і стала яскравим святом для українських і чеських глядачів, підґрунтям для якого стали не тільки міцні творчі зв'язки, а й єдина слов'янська музична культура.
У репертуарі театру останнім часом особливе місце займають вистави, створені українськими авторами. Серед них — як відомі українські композитори, так і молоді автори: Ігор Поклад (мюзикл «Ніч перед Різдвом», 2015, дитяча казка «Чиполліно», 2019), О. Злотник (дитяча казка «Єгорка у країні ґудзиків», 2018), М. Скорик (дитяча казка «Витівки Арлекіно», 2015), В. Васалатій та Ю. Кондратюк (мюзикл «Червоні вітрила», 2018), І. Гайденко (мюзикл для дітей та батьків «Вождь червоношкірих», 2020).
Мюзикл І. Поклада «Ніч перед Різдвом» — одна з найулюбленіших вистав не тільки одеських глядачів. У квітні 2019 постанова Одеського театру музкомедії відкрила театральний фестиваль у Полтаві, присвячений 210-річчю від дня народження М. Гоголя. А в грудні ювілейного «гоголівського» року її змогли побачити глядачі Чернігова та Києва. У столиці показ відбувся на головній театральній сцені країни, у Національному академічному драматичному театрі ім. Івана Франка.
Однією з яскравих останніх прем'єр цього театрального сезону став мюзикл «За двома зайцями» за комедією українського драматурга Михайла Петровича Старицького, який вже встиг полюбитися глядачам.
Значно розширилося коло глядачів і шанувальників театру після серії гастролей, які театр здійснив протягом 2019 року, показавши одні з кращих своїх вистав («Сільва», «В джазі тільки дівчата», «Брехуха», «Ніч перед Різдвом»). Географія вражає: Полтава, Дніпро, Запоріжжя, Суми, Кропивницький, Київ, Вінниця, Чернігів, Рівне, Тернопіль, Хмельницький, Чернівці, Львів, Ужгород.
Таким чином, репертуарна політика театру, розрахована на найширшу глядацьку аудиторію, в якій знавці високо оцінять, а молоді глядачі мають можливість доторкнутися до справжніх перлин української творчості, виразно представлених на театральній сцені Одеського академічного театру музичної комедії імені Михайла Водяного.

### Вистави минулих років
- М. Богословський. «Одинадцять невідомих» (оперета)
- І. Дунаєвський. «Вільний вітер» (оперета)
- І. Дунаєвський. «Біла акація» (оперета на 3 дії). Одеська прем'єра — 29 січня 1956 року[6][7][8][9]; 4 липня 1962 року[10]; 7 червня 1994 року[11]
- О. Сандлер. «На світанку» (героїчна комедія на 3 дії за мотивами роману Ю. Смолича «Світанок над морем»)
- О. Сандлер. «Четверо з вулиці Жанни» (музична комедія на 3 дії)[12]
- В. Соловйов-Сєдой. «Біля рідного причалу» (музична комедія на 3 дії)
- В. Ільїн. «Пізня серенада»
- В. Ільїн. «Товариш Любов» (героїко-романтична музична вистава на 2 дії за мотивами п'єси К. Треньова «Любов Ярова»)
- Б. Александров. «Весілля в Малинівці» (оперета на 3 дії)
- О. Фельцман. «Старі будинки» (музична комедія на 2 дії)
- Ф. Лоу. «Моя чарівна леді» (мюзикл)
- В. Дмитрієв. «Одеські лимани» («Поруч з Одесою»)
- В. Дмитрієв. «Руський секрет» («Лівша»)

### Сучасний репертуар (станом на січень 2024 року)
- І. Дунаєвський. «Біла акація» (оперета на 2 дії, нова версія, прем'єра — 15 травня 2017 року[13])
- В. Ільїн, В. Лукашов. «Брехуха» (музична комедія на 2 дії за М. Мейо та М. Еннекеном)
- І. Гайденко. «Вождь червоношкірих» (мюзикл для дітей та батьків за О. Генрі)
- О. Злотник. «Дванадцять стільців» (містичний трагіфарс на 2 дії за І. Ільфом та Є. Петровим)
- В. Ільїн, В. Лукашов. «За двома зайцями» (музична комедія на 2 дії за М. Старицьким)
- О. Злотник. «Золоте теля» (містичний трагіфарс на 2 дії за І. Ільфом та Є. Петровим)
- Е. Л. Веббер «Ісус Христос — суперзірка» (рок-опера на 2 дії)
- Я. Барнич. «Кохання січового стрільця» (фолк-мюзикл на 2 дії)
- «Не сподіваючись на мрію» (лірична комедія на 2 дії)
- А. Спадавеккіа. «Попелюшка» (дитяча музична казка на 2 дії за Ш. Перро)
- І. Кальман. «Принцеса цирку» (оперета на 2 дії)
- І. Кальман. «Сільва» (оперета на 2 дії)
- І. Кальман. «Маріца» (оперета на 2 дії)
- Дж. Бок. «Скрипаль на даху» (мюзикл на 2 дії)
- «У джазі тільки дівчата» (майже американський мюзикл на 2 дії)
- Г. Канчелі. «Ханум» (мюзикл на 2 дії за А. Цагарелі)
- І. Поклад. «Чиполліно» (казковий мюзикл на 2 дії за Дж. Родарі)
- І. Поклад. «Ніч перед Різдвом» (мюзикл на 2 дії за М. Гоголем)

- Алоїн Віктор Михайлович
- Барсегян Олександр Сергійович
- Блащук Микола Іванович
- Водяной Михайло Григорович
- Гріншпун Ізакін Абрамович
- Гузар Володимир Станіславович
- Дембська Євгенія Михайлівна
- Дехтярьова Зінаїда Миколаївна
- Завгородній Микола Володимирович
- Завгородня Наталія Іванівна
- Запорожцева Лідія Григорівна
- Кільберг Іван Йосипович
- Крупник Семен Самійлович
- Лукашенко Сергій Валентинович
- Оберенко Володимир Тихонович
- Островський Дмитро Михайлович
- Рябікін Борис Олександрович
- Сатосова Людмила Іванівна
- Фролова Вікторія Миколаївна
- Фролов Володимир Давидович

## Виноски
1. ↑  Трупа театру [Архівовано 2006-05-07 у Wayback Machine.] на Офіційний сайт театру [Архівовано 2008-12-24 у Wayback Machine.]
2. ↑  Галяс О. Сто років тому 16 лютого в Одесі померла від «іспанки» зірка німого кіно Віра Холодна // Дзеркало тижня. 15.02.2019. — «Оперета „На світанку“, яку поставив тодішній головний режисер одеського Театру музкомедії Матвій Ошеровський, мала колосальний успіх у глядачів. Вона пішла по багатьох театрах Союзу…».
3. ↑  Котова, Мария. Поздравляем: у здания одесской Музкомедии — юбилей! // Одеське життя. 07.10.2021.
4. ↑  Новоселье Одесской оперетты // Огонёк. — 1981. — № 44. — С. 5.
5. ↑  Одеса: Архітектура. Пам'ятники = Одесса: Архитектура. Памятники = Odessa: Architecture. Monuments: фотоальбом / фото Р. Папік'яна ; авт. тексту В. І. Тимофієнко ; упоряд. М. О. Котович. — Київ: Мистецтво, 1987. — 191 с. : іл. — Текст укр., рос. та англ. мовами.
6. ↑  Галяс, Александр Васильевич. Как «Акация» стала «Чайкой» // Порто-Франко. — 2017. — № 16 (1360). — 12 мая. — Цитата: «Воскресным вечером 29 января 1956 года в Одессе было скользко. Три дня назад прошёл дождь, а затем десятиградусный мороз превратил улицы города в каток. Но непогода не остановила сотни жаждущих увидеть долгожданную премьеру Театра музыкальной комедии — оперетту И. Дунаевского „Белая акация“».
7. ↑  Котова, Мария. Как в разгар гололёда в Одессе зацветала Белая акация // Одесская жизнь. — 13.05.2019. — Цитата: «Её премьера состоялась в Одессе 29 января 1956 года. [Краевед] Евгений Гринкевич рассказывает, что накануне этого дня в Одессе прошёл сильный ливень, потом, как это у нас бывает, грянул мороз, и в городе началось обледенение. Но при этом в театре состоялся не просто аншлаг: <…> Премьера оперетты „Белая акация“ в бывшем СССР состоялась вовсе не в Одессе, а в Москве в ноябре 1955 года. Но потом, сравнивая эти два спектакля, даже столичная пресса всё же особо отметила одесскую постановку».
8. ↑  Одесский академический театр музыкальной комедии им. М. Водяного: научно-библиографический указатель / Одесская областная универсальная научная библиотека им. М. Грушевского. — Одесса, 2013. — C. 29.
9. ↑  За виставою у 1957 році поставлений фільм «Біла акація».
10. ↑  Одесский академический театр музыкальной комедии им. М. Водяного: научно-библиографический указатель / Одесская областная универсальная научная библиотека им. М. Грушевского. — Одесса, 2013. — C. 44—45.
11. ↑  Одесский академический театр музыкальной комедии им. М. Водяного: научно-библиографический указатель / Одесская областная универсальная научная библиотека им. М. Грушевского. — Одесса, 2013. — C. 121—122.
12. ↑  На сцені — сучасник : [про підготовку театрів та музичних установ до святкування 50-річчя Великої Жовтневої соціалістичної революції] / перший заступник міністра культури УРСР В. М. Єфременко // Мистецтво : журнал : орган Міністерства культури Української РСР, Спілки композиторів, Спілки художників та Спілки кінематографістів України. — 1967. — № 2 (77). Березень — квітень. — С. 17—18. — Архівовано. — Цитата: «Композитор О. Сандлер та драматург Г. Плоткін завершили другу частину трилогії про історичні події, зв’язані з містом-героєм Одесою. Перша частина — «На світанку» вже іде в багатьох театрах країни, другу частину — «Четверо з вулиці Жанни» готують Одеський та Київський театри. Автори мають на меті до 50-річчя Великого Жовтня завершити і останню частину трилогії — про сучасну Одесу».
13. ↑  Біла акація // Цифровий театральний архів. Архівна копія.